# Alrekstad
Alrekstad (en noruego: Kongsgården på Alrekstad, nórdico antiguo: Álreksstaðir) fue una de las residencias reales más grandes en la costa oeste de Noruega durante la Alta Edad Media.

## Historia
Alrekstad estaba situada al pie de Ulriken, la más alta de las Siete Montañas (de syv fjell) que rodean Bergen, Noruega. El rey Harald I se instaló allí en el siglo X. Snorre menciona a Alrekstad entre las cinco granjas donde Harold permaneció principalmente en sus últimos años. Después de la batalla de Fitjar en 960, el rey Håkon el Bueno se dirigía a Alrek, pero murió en Håkonshella en Laksevåg.
En ocasiones, la finca fue el hogar del rey Eric Bloodaxe, los hijos de Bloodaxe y el rey Haakon I. Más tarde, el rey Olaf III, el fundador de Bergen, gobernó la ciudad de Alrekstad durante 26 años. Estos primeros reyes trasladaron la corte y la corte real a la residencia real. Desde estas fincas se gobernaba el reino.
Alrekstad perdió su importancia cuando el rey Eystein I de Noruega trasladó su sede a Holmen en Bergen, ubicado dentro de los límites de la ciudad. La finca del rey se trasladó más tarde más cerca del mar cuando se construyó Håkonshallen. En 1277, el rey Magnus Lagabøte legó Alrekstad al monasterio de Nonneseter.
La parroquia de Aarstad existió durante siglos antes de la creación del municipio de Aarstad en 1838. El municipio y parroquia de Aarstad (más tarde deletreado Årstad) recibió su nombre de Alrekstad.

## Etimología
Según la Enciclopedia de Topónimos de Noruega (Norsk Stadnamnleksikon), el nombre Álreksstaðir se deriva del nombre del lugar Ulriken. El nombre Ulriken probablemente proviene del nórdico antiguo Alrekr, que significa el imponente.

## Actualidad
El nombre Alrekstad evolucionó hasta el actual Årstad, el nombre moderno de un distrito de la ciudad de Bergen. La ubicación de Alrekstad - hoy conocido como "Årstadvollen" - está situada fuera del distrito de Årstad. Las casas de la propiedad original probablemente se colocaron donde se encuentra hoy la Escuela Primaria Haukeland (Haukeland skole). El fiordo debajo (hoy llamado Store Lunggårdsvann ) fue denominado bahía Alrekstad (Alrekstadvågen).
El autor noruego Gunnar Staalesen ha anunciado planes para escribir una obra de teatro centrada en Alrekstad. El 10 de septiembre de 2000, se inauguró una placa conmemorativa a la entrada de la escuela alternativa de Årstad, con el apoyo de la congregación de Årstad y las escuelas de Årstad.

## Traducción de la placa
Alrekstad era una de las granjas del rey a lo largo de la costa suroeste de Noruega, donde Harald Fairhair y sus seguidores se quedaban en los años 900 antes de que surgieran las ciudades en Noruega. Después de la Batalla de Fitjar en Stord alrededor de 960, el Rey Håkon el Bueno estaba en camino a Alrekstad cuando murió a causa de sus heridas en Håkonshellen.

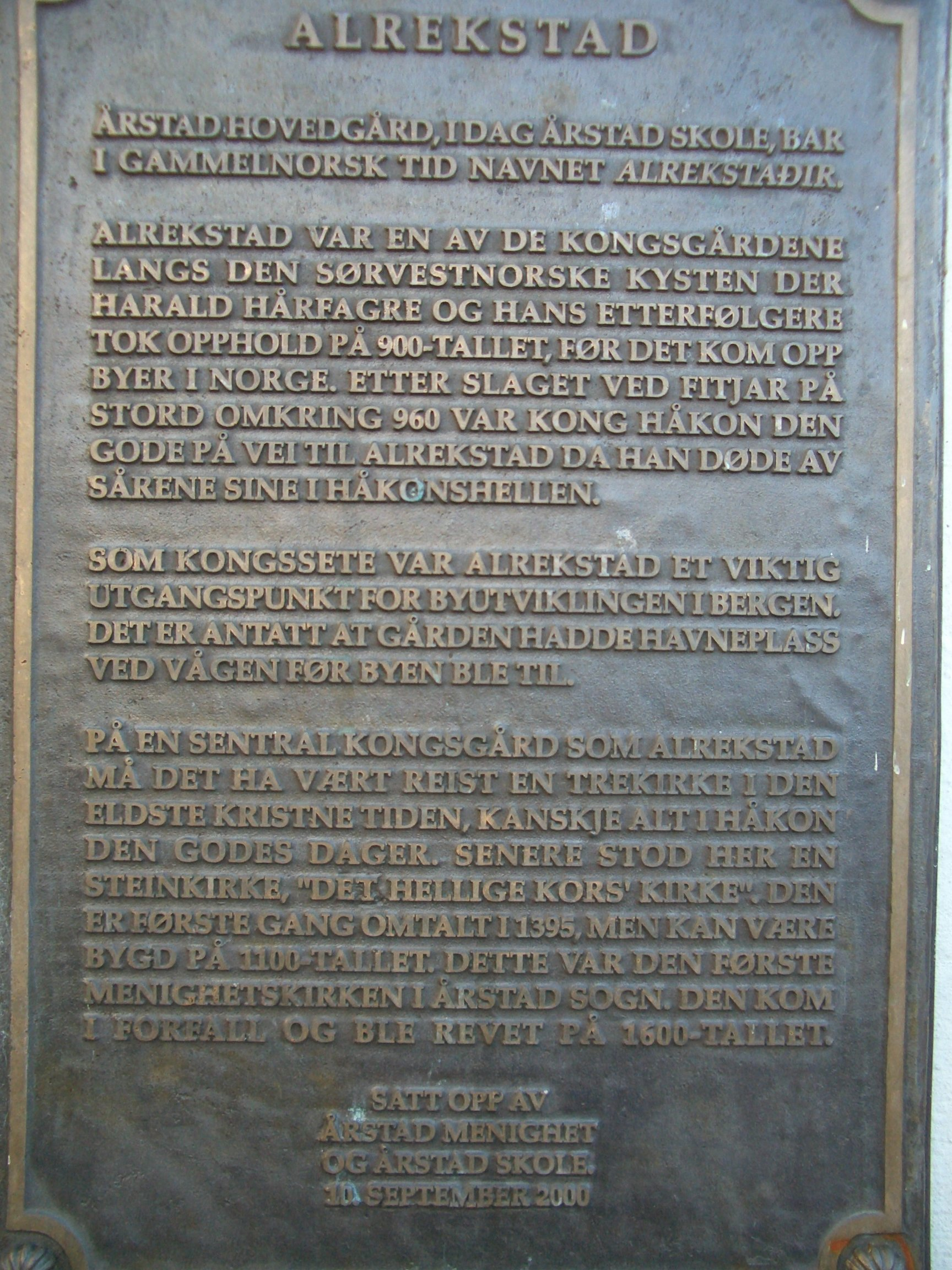
Una placa que cuelga en lo que ahora es la escuela de Årstad, con parte de la historia de Alrekstad.

Como sede de los reyes, Alrekstad fue un origen importante para el desarrollo de la ciudad de Bergen. Se supone que la granja tenía un puerto en Vågen antes de que existiera la ciudad.

Siendo la granja central de un rey como Alrekstad, es probable que existiera una iglesia de madera en el período más antiguo del cristianismo, tal vez ya en los días de Håkon el Bueno. Más tarde, aquí se encontraba una iglesia de piedra, "la Iglesia de la Santa Cruz". Se habla de ella por primera vez en 1395, pero podría haber sido construida en el siglo XII. Esta fue la primera iglesia de congregación en la parroquia de Årstad. Posteriormente se deterioró y fue demolida en el siglo XVI.
Puesta por la congregación de Årstad y la escuela de Årstad, 10 de septiembre de 2000